# Ideologia zerowej redundancji
Ideologia zerowej redundancji lub ideologia antyredundancji – pogląd językowy zakładający, że stosowanie pleonazmów i innych form nadmiarowości językowej jest niewłaściwe. Zwolennicy tego poglądu wychodzą z założenia, że konstrukcji o cechach redundantnych powinno się unikać. 
Z wiedzy lingwistycznej wynika, że obecność elementów redundantnych jest typową i naturalną cechą struktury języka. Redundancja jest właściwa dla ogółu języków świata, przy czym bywa spotykana na różnych płaszczyznach (w tym np. w morfologii), a rozmaite języki wykazują tę cechę w różnym stopniu, w zależności od profilu gramatycznego. Często jest nieuświadamiana przez użytkowników języka. W niektórych przypadkach efekt redundancji językowej jest nieunikniony, np. w konstrukcjach gramatycznych takich jak „ta piękna wioska” (chorw. to lijepo selo), gdzie poszczególne składniki wyrażenia niosą powtórzoną informację o rodzaju, liczbie i przypadku gramatycznym. Podobnie w angielskim zdaniu „there are two books” (liczba mnoga jest wyrażana trzy razy – poprzez formę are, liczebnik two i sufiks -s). Charakter pleonazmów mają niektóre częste kolokacje lub utarte wyrażenia (ang. free gift – „bezpłatny upominek”, plans for the future – „plany na przyszłość”). Zjawisko redundancji ułatwia dekodowanie przekazu i porozumiewanie się (np. kiedy dana osoba szybko mówi, ma wadę wymowy, posługuje się innym dialektem czy też rozmówca ma problemy ze słuchem).
Redundancja może występować w roli środka retorycznego, służącego celom emfazy lub ekspresji artystycznej. Czasem wyraża pewne znaczenia pragmatyczne. Nadmiarowość opcjonalna, łatwa do wyeliminowania, jest jednak typowym przedmiotem krytyki normatywnej, która sprzeciwia się rozwlekłości stylu, stosowaniu pleonazmów i powtórzeń, a posługiwanie się nią bywa uważane za oznakę braku wykształcenia. W odróżnieniu od redundancji obligatoryjnej, przejawiającej się wyłącznie na płaszczyźnie gramatyki, redundancja opcjonalna może przybierać również charakter leksykalny (przede wszystkim powtórzenia), dyskursywny bądź sytuacyjny (przekazywanie informacji wynikających z kontekstu). Redundancja w gramatyce nie daje się wyeliminować, gdyż prowadziłoby to do niegramatyczności wyrażeń; nie spotyka się zatem z krytyką.